# Atto Suttarp
Atto Suttarp (* 25. Juli 1964 in Münster) ist ein deutscher Schauspieler.

## Leben
Seine Ausbildung absolvierte er von 1988 bis 1991 an der Stage School of Music, Dance and Drama in Hamburg. 
Seit 1990 spielte er unter anderem an den Kammerspielen in Hamburg, am Theater des Westens und am Schillertheater in Berlin.

## Film- und Fernseharbeiten (Auswahl)
- 1996: Spiel des Lebens
- 1994: Kommissar Rex (Folge Jagd Nach Einer Toten (Staffel 3 Folge 08))
- 1998: Der Schnapper
- 1998: Adelheid und ihre Mörder (Fernsehserie)
- 1998: Vater wider Willen
- 1999: Long Hello & Short Goodbye
- 1999–2002: Hinter Gittern – Der Frauenknast (Fernsehserie)
- 2000: Die Wache (Fernsehserie)
- 2000: Der Schnapper II
- 2001: Die Rettungsflieger (Fernsehserie)
- 2001: Kuscheldoktor
- 2001: Alarm für Cobra 11 – Die Autobahnpolizei (Fernsehserie)
- 1996 / 2005: Alphateam – Die Lebensretter im OP (Fernsehserie)
- 2003: Rosenstraße
- 2007: Innere Werte
- 2007: Der fremde Gat
- 2007: Notruf Hafenkante (Fernsehserie, Folge Grenzgänger)
- 2008: Unschuldig (Fernsehserie)
- 2009: Stromberg (Fernsehserie)